# Андо, Сюнсукэ
Сюнсукэ Андо (яп. 安藤 駿介; 10 августа 1990, Токио) — японский футболист, вратарь клуба «Кавасаки Фронтале».

## Клубная карьера
Сюнсукэ Андо начинал свою карьеру футболиста в клубе «Кавасаки Фронтале». 29 мая 2011 года он дебютировал в Джей-лиге 1, защищая ворота в домашнем поединке против команды «Гамба Осака», в котором пропустил один гол с пенальти в начале второго тайма. В следующих трёх турах Андо также защищал ворота «Кавасаки Фронтале», в двух последних из них отстояв на ноль. В следующем сезоне он провёл лишь 1 матч, гостевую встречу с клубом «Урава Ред Даймондс». 2013 год Андо провёл на правах аренды в команде Джей-лиги 1 «Сёнан Бельмаре». Там он также играл роль запасного, но тем не менее провёл 10 матчей в лиге. Вернувшись в «Кавасаки Фронтале» в начале 2014 года Андо, по состоянию на начало 2019 года, не появлялся на поле ни в одном официальном матче.

## Карьера в сборной
В составе молодёжной сборной Японии Сюнсукэ Андо выиграл футбольный турнир на летних Азиатских играх 2010 года в Китае. Он защищал ворота в 6 из 7 матчей своей команды, не появившись лишь в последнем матче группового этапа. За 6 игр Андо пропустил лишь 1 гол в полуфинале от молодёжной сборной Ирана.
Сюнсукэ Андо был включён в состав олимпийской сборной Японии на футбольный турнир Олимпийских игр 2012 года в Лондоне, но, оставаясь резервным вратарём, не вышел на поле ни в одном из матчей соревнования.